# Joseph-Nicolas Barbeau du Barran

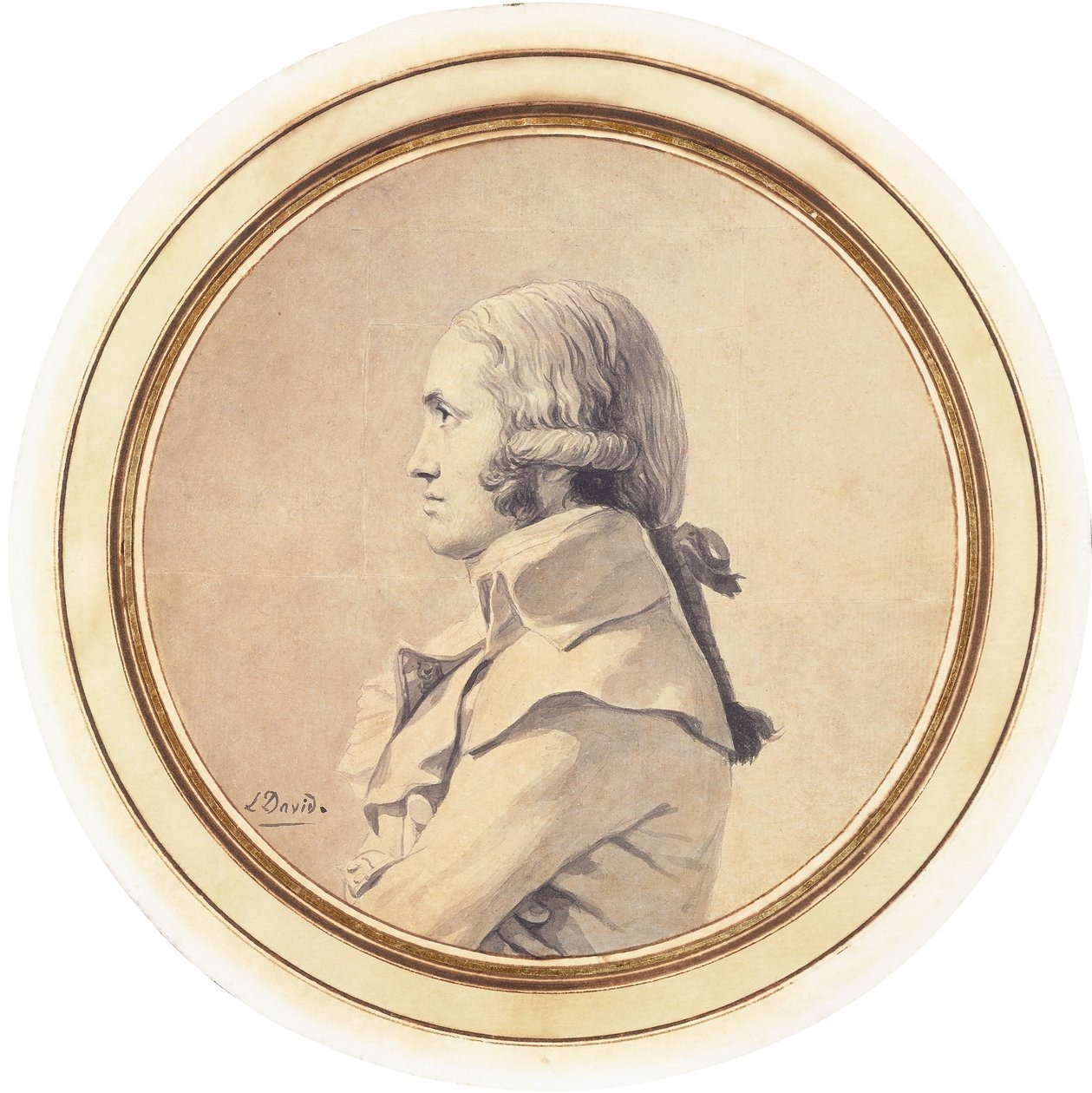
Joseph-Nicolas Barbeau du Barran

Joseph Nicolas Barbeau Barran (Castelnau-d'Auzan, 3 juli 1761 - Assens, 16 mei 1816) was een Frans politicus tijdens de Franse Revolutie en afgevaardigde in de Nationale Conventie en de Chambre des Cent-Jours. Bij het proces tegen Louis XVI stemde hij voor de schuld van de koning en voor de doodstraf. 
Hij werd voorzitter van de Jacobijnenclub en was een tegenstander van Robespierre. Bij de tweede restauratie in 1816 werd hij, wegens moord op de koning, veroordeeld tot ballingschap en trok hij zich terug in Zwitserland.